# João Soares
João Barroso Soares (Lisboa, 29 de agosto de 1949), abogado, editor literario y político portugués, ministro de Cultura de Portugal desde noviembre de 2015 hasta el 8 de abril de 2016.

## Biografía
Hijo de Mário Soares y de Maria de Jesus Barroso, estudió en el Colegio Moderno y en el liceo francés Charles Lepierre. Después comenzó la carrera de Derecho en la Universidad de Lisboa. Involucrado, desde muy joven, en el movimiento democrático estudiantil, fue miembro de la dirección de la Comisión Proasociación de los Liceos (1966) y de la dirección de la Asociación Académica de la Facultad de Derecho de Lisboa. Tras ser expulsado tres veces de la Universidad va, en 1972, a estudiar a Alemania, a la Akademie Remscheid, como becario de la Fundação Friedrich Ebert. Abogado desde 1976, ha sido también cofundador de la editorial Perspectivas & Realidades, donde publicó obras de Raul Brandão, Mário Cesariny, João Aguiar y otros. 
Militante del Partido Socialista desde su fundación. Fue diputado en la Asamblea de la República por la circunscripción de Lisboa entre 1987 e 1990 y, nuevamente en 2002, 2005 e 2009, esta última vez por la circunscripción de Faro. También fue diputado en el Parlamento Europeo (1994-1995), alcalde de Lisboa (1995-2002) y presidente de la Junta Metropolitana de esa misma ciudad (1998-2002). En 2004 fue candidato a líder del PS, pero fue derrotado por José Sócrates. En 2005 fue elegido concejal del ayuntamiento de Sintra. Actualmente compatibiliza el trabajo en el Parlamento, con la presidencia de la Asamblea Parlamentaria de la OSCE (desde julio de 2008). 
En noviembre de 2015 fue elegido ministro de Cultura en el gobierno progresista de Antonio Costa. Dimitió el 8 de abril de 2016 —y el primer ministro aceptó su renuncia— un día después de haberse enzarzado con dos columnistas del diario Público a los que amenazó con "abofetearles" debido a los duros comentarios que estos realizaron contra él.